# David „Honeyboy” Edwards
David „Honeyboy” Edwards (Shaw, 1915. június 28. – Chicago, 2011. augusztus 29.), amerikai delta blues gitáros.

## Pályafutása
Apjától, aki gitározott és hegedült, tanult zenélni. 14 évesen elhagyta otthonát, és a blueszenész Big Joe Williamsszel csavargásba fogtak. Vándorzenészként, utcazenészként éltek 1930-as és 1940-es évek során. Beutazták az Államokat.
Többször együtt lépett fel közeli barátjával, Robert Johnsonnal és 1938-ban a halálának is tanuja volt. Robert Johnson mérgezett whiskeyt ivott, és belehalt.
„Honeyboy” a delta blues neves előadóival lépett fel, (pl. Charley Patton, Tommy Johnson, Johnny Shines).
1942-ben a folklórkista Alan Lomax volt az első, aki rögzítette felvételeit, majd 1951-ben az ARC Records kiadta Who May Be Your Regular Be címmel albumát.
Az 1950-es években Chicagóba költözött. Lemezei jelentek meg és turnézott – még 90 éves korában is.

## Lemezek
- Build a Cave / Who May Be Your Regular Be (1951)
- Drop Down Mama (1953)
- I've Been Around (1978, 1995)
- Old Friends (1979)
- White Windows (1988)
- Delta Bluesman (1992)
- Crawling Kingsnake (1997)
- World Don't Owe Me Nothing, recorded live (1997)
- Don't Mistreat a Fool (1999)
- Shake 'Em On Down (2000)
- Mississippi Delta Bluesman (2001)
- Back to the Roots (2001)
- Roamin' and Ramblin' (2008)

## Filmek
- Az 1991-es The Search for Robert Johnson című dokumentumfilmben mesél Johnsonról, beleértve annak meggyilkolását is.

- Szerepel a Walk Hard: The Dewey Cox Story című 2007-es filmben.

- Szerepel a Honeyboy and the History of the Blues című 2010-es díjnyertes filmben, ami életének történetéről szól gyapotszedéstől a zenész sikereiig.

## Díjak
- 1996: Blues Hall of Fame
- 1998: Keeping the Blues Alive Award in literature, for „The World Don't Owe Me Nothing”
- 1999: Blues Hall of Fame inductee, Classics of Blues Literature, for „The World Don't Owe Me Nothing”
- 2002: National Heritage Fellowship, National Endowment for the Arts
- 2005: Acoustic Blues Artist of the Year
- 2007: Acoustic Blues Artist of the Year
- 2008: Grammy Award for Best Traditional Blues Album
- 2010: Mississippi Governor's Award for Excellence in the Arts
- 2010: Grammy életműdíj